# Maid in Morocco
Maid in Morocco è un cortometraggio muto del 1925 diretto da Charles Lamont.

## Produzione
Il film fu prodotto dalla Lupino Lane Comedy Corporation-

## Distribuzione
Distribuito dalla Educational Film Exchanges, il film - un cortometraggio in due bobine - uscì nelle sale cinematografiche statunitensi l'11 ottobre 1925.